# Pardosa fletcheri
Pardosa fletcheri là một loài nhện trong họ Lycosidae.
Loài này thuộc chi Pardosa. Pardosa fletcheri được Frederick Henry Gravely miêu tả năm 1924.